# Schlacht an der Sambre (57 v. Chr.)
Arar – Bibracte – Elsass – Axona - Sambre – Octodurum – Avaricum – Gergovia – Lutetia – Armançon – Alesia – Uxellodunum
Die Schlacht an der Sambre war ein Gefecht zwischen Römern und Kelten im Gallischen Krieg. Der Verlauf der Kämpfe wird in Caesars Buch De Bello Gallico sehr ausführlich dargestellt, weshalb diese Episode früher häufig in lateinischen Lesebüchern zu finden war.

## Vorgeschichte
Gaius Iulius Caesar marschierte 57 v. Chr. mit seinen acht Legionen im Zuge seiner Eroberungszüge während des Gallischen Kriegs nach Norden. Durch Kundschafter und Kriegsgefangene erfuhr er, dass die Nervier, ein mächtiger keltischer Volksstamm, sich mit den Atrebaten und den Viromanduern verbündet hatten und die Römer an der Sambre mit einem großen Heer erwarteten. Caesar erwartete also einen Hinterhalt, beklagte sich aber auch, dass aufgrund der dichten Wälder und der vielen, von den Nerviern angelegten Hecken in diesem Teil Galliens die Feinde nicht aufgespürt werden konnten.

## Verlauf
Nach dem Bericht von Julius Caesar im Bellum Gallicum ergibt sich folgender Verlauf: Am Tag der Schlacht marschierte das römische Heer ca. 15 km bis zum Ufer der Sambre und schlug auf einem Hügel das Lager auf. Während die Soldaten damit beschäftigt waren, Gräben auszuheben und Schanzen anzulegen, überquerte die Reiterei den drei Fuß (ca. 1 Meter) tiefen Fluss und schlug dort gallische Reiter in die Flucht, die sich am anderen Ufer gesammelt hatten. Zur gleichen Zeit formierten sich die Gallier im nahen Wald zur Schlacht, was aber aufgrund der topographischen Verhältnisse von den Römern nicht bemerkt wurde.
Die Gallier brachen in zwei Gruppen plötzlich aus den Wäldern hervor, überquerten den Fluss und griffen die römischen Soldaten an. Caesar versäumte es in dieser Situation, seinen Unterfeldherren genaue Befehle zu erteilen, sodass diese auf eigene Faust agierten, ihre Truppen sammelten, die Angreifer zurückwarfen und den Fluss überschritten, sodass viele Legionäre vom Lager weggeführt wurden und im Zentrum eine gefährliche Lücke entstand, die aufgrund der zahlreichen Hecken nicht wahrgenommen wurde.
Nun führte Boduognatus, der Kriegshäuptling der Nervier, den eigentlichen Stoßtrupp genau in diese Lücke hinein und eroberte das römische Lager, während der Hauptteil der römischen Soldaten noch immer am Ufer des Flusses kämpfte und mühsam wieder den Hügel hinaufsteigen musste. Die Wucht des Angriffes war so stark, dass die römischen Linien in der Mitte zerrissen wurden und einzelne Soldaten bereits zu fliehen begannen, weil sie die Schlacht für verloren hielten. In diesem Moment entriss Caesar, dem die drohende Katastrophe erst jetzt bewusst wurde, einem der fliehenden Soldaten den Schild und begab sich selbst in die vorderste Linie, wo er die Soldaten zum Stehen brachte und den Befehl zum Gegenangriff gab.
Gleichzeitig erschienen Verstärkungen auf dem Hügel. Es handelte sich um zwei Legionen, die den Nachschub bewacht hatten und verspätet auf dem Schlachtfeld eingetroffen waren, während viele Soldaten, die den Fluss überquert hatten und plündernd bis in das Lager der Nervier vorgestoßen waren, endlich umkehrten, sodass die Gallier eingekesselt und bis auf den letzten Mann niedergemacht wurden.

## Folgen
Caesar hatte an diesem Tag schätzungsweise 2.500 Tote zu beklagen, die in seinem eigenen Kriegsbericht nicht erwähnt werden, während andere antike Autoren von der Vernichtung ganzer Kohorten sprechen. Der Kriegsbericht Caesars stellt den Kampf als großen Sieg dar, errungen durch die Überlegenheit seiner Soldaten und sein eigenes taktisches Geschick. Seine schweren Versäumnisse als Feldherr verschweigt oder beschönigt Caesar dagegen. Nach eigenen Angaben will Caesar 60.000 Kelten getötet und das Volk der Nervier beinahe vernichtet haben. Trotzdem erscheint dieses Volk im Winter 54 v. Chr., als Verbündeter der Eburonen und Aduatuker des Bellum Gallicum als kampfstarker Gegner wieder.